# フィリップ・カーニー
フィリップ・カーニー（英: Philip Kearny, Jr.、1815年6月2日-1862年9月1日）は、アメリカ合衆国陸軍の士官であり、フランスに渡って騎兵戦術を学び、フランス軍に参加して戦い勇猛の名をほしいままにした。アメリカに戻って米墨戦争と南北戦争で活躍した。1862年のシャンティリーの戦いで戦死したが、敵である南軍からもその死を惜しまれた。

## 生い立ちと青年時代
カーニーはニューヨーク市で富裕な家庭に生まれた。母方の祖父はジョン・ワッツといい、船と製粉場、工場、銀行および投資対象の家屋を所有するニューヨークでも最も富裕な住人の一人であった。カーニーの父親はやはりフィリップといい、ハーバード大学を卒業したニューヨーク市の資本家であり、自分で仲買会社を所有し、ニューヨーク証券取引所の設立者だった。カーニーは少年時代に軍隊に入りたいと思った。若い頃に両親が死に祖父に育てられたが、祖父はカーニーの軍人志望に反対し、法律家にならせたかった。カーニーはコロンビア大学で学び、1833年に法律の学位を取得した。カーニーの従兄弟、ジョン・ワッツ・ド・ペイスターもコロンビア大学出身で、後にカーニーの信頼できる伝記を書いた。
1836年、祖父のワッツが死に、カーニーに100万ドル以上の遺産を残した。カーニーは何もしなくても一生贅沢に生きていけたが、軍隊を職業に選んだ。翌年、騎兵少尉に任官し、叔父のスティーブン・W・カーニーが指揮しているアメリカ第1竜騎兵隊に配属になった。叔父の副官は後にアメリカ連合国大統領になったジェファーソン・デイヴィスであった。この連隊は西部戦線勤務となった。
1839年、カーニーは騎兵戦術を学ぶためにフランスへ派遣され、まず有名なソミュールの騎兵学校で学び、続いてアルジェでアフリカ猟騎兵隊と共に幾つかの戦闘に参加した。カーニーは右手に剣、左手に拳銃、歯には手綱を銜えて戦場に乗り入れ、まさに猟騎兵のスタイルをとった。戦闘におけるその恐れを知らない性格によって、フランス人の僚友から「カーニー・ル・マニフィーク」すなわち偉大なカーニーという渾名をもらった。カーニーは1840年の秋にアメリカに戻り、海外での経験を元に軍隊のために騎兵のマニュアルを準備した。
その後直ぐに、アレクサンダー・マコーム将軍の副官に指名され、1841年6月にマコームが死ぬまでその職にあった。その数ヵ月後、ペンシルベニア州カーライルの騎兵宿舎で、ウィンフィールド・スコットの参謀に指名され、さらにその副官になった。カーニーは再度前線に出て、1845年には叔父の部隊に同行してオレゴン・トレイルの南路の遠征に参加した。

## 米墨戦争
カーニーはその部隊にいても求めている戦闘に遭うことが無かったので失望し、1846年にその任務を辞職したが、ほんの1ヶ月で米墨戦争が勃発し軍隊に戻った。カーニーはインディアナ州テレホートでアメリカ第1竜騎兵隊F中隊のために騎兵部隊を募る任務を任された。カーニーは兵士を集めるときに何の費えもなしで済ませ、自分の金で賄った連銭葦毛の馬に合う120名の者を集めた。この部隊は当初リオ・グランデに駐屯したが、間もなくメキシコにおける軍隊の総司令官スコット将軍の個人的ボディガードになった。1846年12月には大尉に昇進した。
カーニーの部隊はコントレラスの戦いとチュルブスコの戦いに参戦した。チュルブスコの戦いの時にカーニーは大胆な騎兵突撃を掛け、右腕にブドウ弾による傷を負って、後に切断するしかなかった。カーニーの勇気はその兵士や仲間の士官からも尊敬を集め、中でも総司令官のウィンフィールド・スコットからは、彼が知っている中でも「最も勇敢で完全な兵士」と呼ばれた。負傷にも拘らずカーニーは直ぐに任務に戻り、翌月アメリカ軍がメキシコシティに入った時は、市の門を潜る最初の兵士という個人的な栄誉を得た。
戦後、カーニーはニューヨーク市で軍隊の徴兵業務に携わった。そこにいる間に、戦中の軍功に対してユニオン・クラブから剣を贈られ、少佐にも昇進した。
1851年、カーニーはカリフォルニア州の先住民族であるルージュ・リバー族との戦闘に参加した部隊の一員であった。カーニーはこの頃結婚に失敗し、軍隊での昇進速度が遅いことに鬱憤を積もらせ、その年の10月に辞職し、世界周航の旅に出て中国、セイロンおよびフランスを訪れた。カーニーはパリでアグネス・マクスウェルというニューヨーク市の女性と恋に落ちたが、最初の妻が離婚を承知しなかったので結婚はできなかった。1854年、カーニーは馬で腐った橋を渡っている時に落馬して負傷し、心配したアグネスがきて介抱してくれた。1855年までにアグネスとカーニーは社会の非難めいた舌禍を逃れるためにニューヨークから離れた。二人はパセーイク川を見下ろすカーニーの新しいマンション、ベルグラブに入った（現在のニュージャージー州カーニー）。そこはニューアークにあるカーニー家の古い領主館からは川を隔ててあまり離れていない所だった。1858年、妻が離婚を認めた。アグネスとカーニーはパリに行って結婚した。
1859年、カーニーはフランスに戻り、当時イタリアでオーストリア軍と戦っていたアフリカ猟騎兵隊に加わった。その後、ナポレオン3世の皇帝親衛隊に加わり、ソルフェリーノの戦いに参加した。カーニーはルイ・M・モリス将軍の騎兵隊におり、オーストリア軍の中央を突破して戦闘の要となる位置を占領した。この時の戦闘の様子は、「手綱を歯に銜え（剣を持つ手を自由にしておくため）、その特徴である勇猛さで」と表現された。この軍功でカーニーはフランスのレジオンドヌール勲章を与えられ、この栄誉に浴する初めてのアメリカ人となった。

## 南北戦争
1861年に南北戦争が起きると、カーニーはアメリカに戻り、准将に任官されて第1ニュージャージー旅団の指揮を執って、部隊を効果的に訓練した。軍隊はカーニーが障害者なので彼に任務を課することを躊躇ったが、第一次ブルランの戦いでの北軍の敗北に衝撃を受けて、年季の入った戦闘指揮官の重要性を認識するようになった。カーニーの旅団は彼が師団の指揮を離れた後でも、特にグレンデイルの戦いで華々しい戦果を残した。カーニーは1862年4月30日、第3軍団の第3師団の指揮官となった。カーニーはこの師団を率いてウィリアムズバーグの戦いとフェアオークスの戦いを行った。ウィリアムスバーグでは、戦場に部隊を率いていくと、「私は片腕でジャージーの銃の息子だ、私に続け！」と叫んだ。ここで再び、片手に剣、歯に手綱の勇敢な将軍の突撃が再現された。カーニーは「心配するな諸君、敵は皆私を目掛けて撃ってくる」と宣言して部隊を前に押し出したことでも有名である。半島方面作戦の時のカーニーの軍功は軍隊や上官からの尊敬を集めることになった。しかし、カーニーはポトマック軍の指揮官ジョージ・B・マクレラン少将をひどく侮蔑しており、その命令を（特に後から来たときは）しばしば無視した。北軍が勝ったマルバーンヒルの戦いの後で、マクレランは撤退を命令したので、カーニーは次のように書き残した。
| 「 | 私、フィリップ・カーニーは古参の兵士であり、この撤退命令に対して私の厳粛な抗議を申し入れる。我々は引く替わりに敵を追撃しリッチモンドを占領すべきである。そのような宣言に対して全ての責任を取るという見かたで、私は貴方に言う、そのような命令は臆病か反逆によってのみ促進されると。 | 」 |

カーニーはアメリカ陸軍で部隊章を最初に考案したとされている。1862年の夏、カーニーはその士官達に彼の部隊の一員であることを示すために帽子の前に赤い布の部隊章を付ける事を命令した。カーニーが良く知っている下士官達が直ぐに彼ら自身の意思で命令に従った。他の部隊の兵士もこのアイディアを取り入れ、それぞれの部隊章を工夫した。これらは多くの年を経て現代の肘章に受け継がれている（ダニエル・バターフィールドはカーニーのアイディアを取り入れて、ポトマック軍の全ての軍団に自分でデザインした記章をつけさせ、標準化したとされている）。カーニーは1862年7月4日に少将に昇進した。

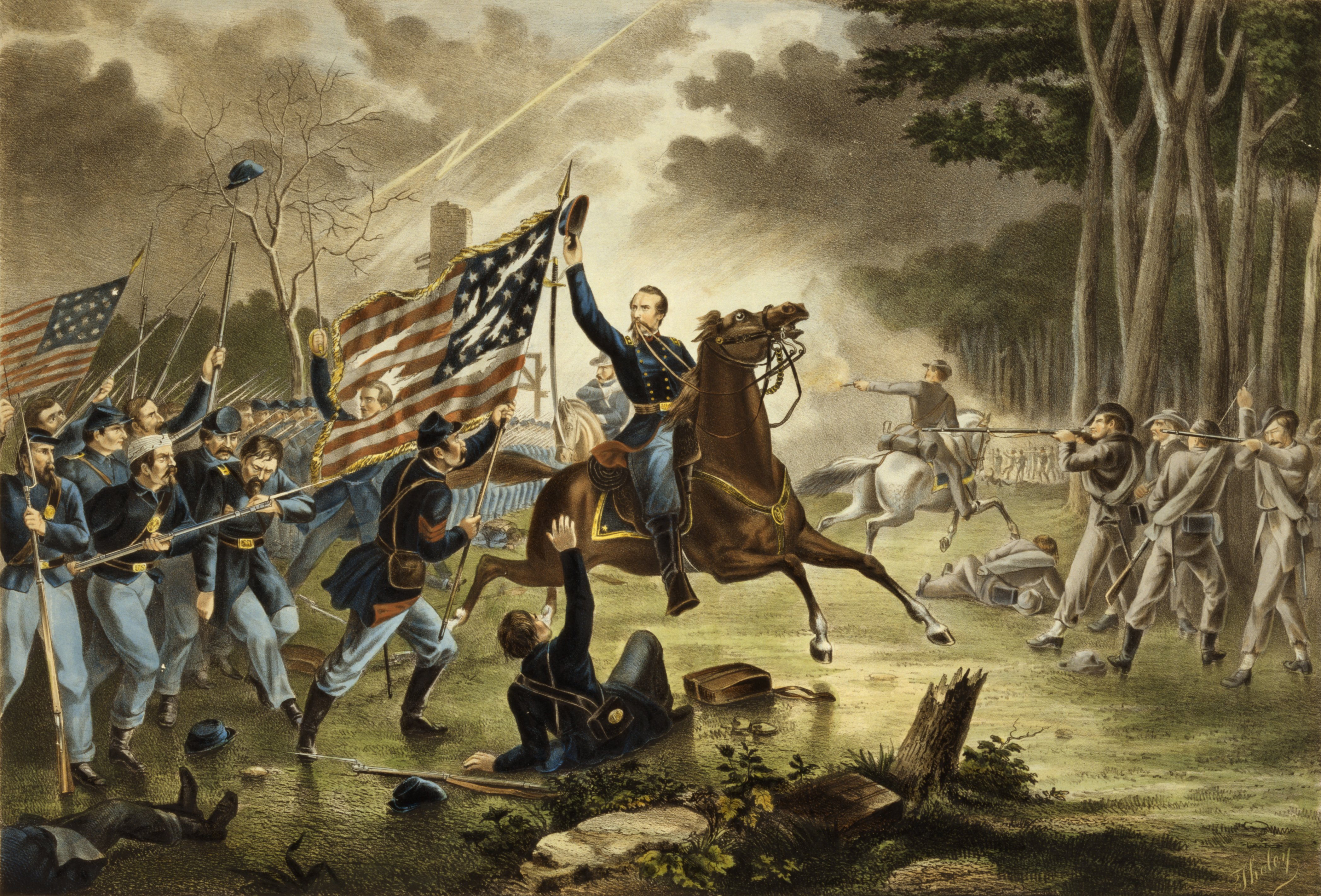
突撃を指揮するカーニー将軍

8月の終りまでに、カーニー将軍はその師団を率いて、第二次ブルランの戦いに参戦した。この戦いでは、南軍のロバート・E・リー将軍のために北軍が総崩れとなり、壊滅寸前となった。北軍はワシントンの方向に撤退し、追撃する南軍と9月1日にシャンティリーの戦いを行った。雷と激しい雨の降る嵐の中で、カーニーは北軍の隊列の隙間を調べて、一人の部下に「私を殺せる反乱軍の弾はまだ鋳られていない」という警句を軽蔑的に発した。続いて南軍の隊列に馬で駆け入り、降伏の要求を無視して逃走しようとしている時に、一発の弾が背骨の付け根を貫通した。即死だった。南軍の将軍A・P・ヒルは銃声を聞いて高名な軍人の遺体のところにランタンを持って駆けつけた。そして、「お前達はフィル・カーニーを殺した。彼は泥の中で死ぬような運命の男ではなかった。」と叫んだ。カーニーの遺骸は、リー将軍のコメントを付けて北軍に返された。皮肉なことに、この時ワシントンではエイブラハム・リンカーンが「カーニー・ル・マニフィーク」その人にマクレランの代わりをさせようと考えているという噂が広まっていた。
カーニーはニューヨークのトリニティ教会墓地に埋葬された。1912年、カーニーの遺骸は掘り出されて、アーリントン国立墓地に移葬された。そこにはカーニーの栄誉を称える銅像があり、アーリントンに2つしかない乗馬姿の1つである。遺骸を運ぶ隊列は、第1ニュージャージー旅団でカーニー将軍の下に仕え、名誉勲章受章者のチャールズ・F・ホプキンスが先頭を務めた。その銅像は1996年にニュージャージー州のNPOフィリップ・カーニー記念委員会によって磨き直された。

## 記念
- ニュージャージー州カーニー市は将軍の栄誉を称えて名付けられ、カーニー郵便局本局の外に銅像が建てられた。
- ワシントンD.C.のテンリータウン近くにあるフォート・カーニーはカーニーに因んで名付けられた。首都ワシントンを守る環状防衛線の一部をなしている。
- ワイオミング州フォート・フィル・カーニーはカーニーに因んで名付けられたが、2年間しか存在しなかった。
- ニュージャージー州はアメリカ合衆国議会議事堂の国立彫像ホール・コレクションに置く銅像の一つ（1つの州につき2つまで）にカーニーを選んだ。
- ニュージャージー州ニューアークのミリタリー公園にはカーニーの銅像がある。
- バージニア州オックスヒル戦場公園の小さな記念碑はカーニーの死を記念するものである。
- 第二次世界大戦中、アメリカ海軍はリバティ船の一つに「フィリップ・カーニー」と名付けた。
- カンザス州カーニー郡はカーニーに因んで名付けられた
- サンフランシスコ市のカーニー・ストリートは、カーニーの叔父スティーブン・カーニーに因み、サンディエゴ市の近郊にあるカーニー・メサも同様である。